# 子虚赋
《子虚赋》是中國西汉辭賦家司马相如的漢賦作品，完成於漢景帝在位期間，因为文辞华丽，结构严谨，據說备受汉武帝称道。赋的主要情节由兩個虛擬人物楚国的“子虚”先生和齐国的“乌有”先生的對話所構成，兩人各自夸耀自己国君出猎的情景。成語「子虛烏有」的典故即出自於這個作品。其续作为《上林赋》。